# Me 163

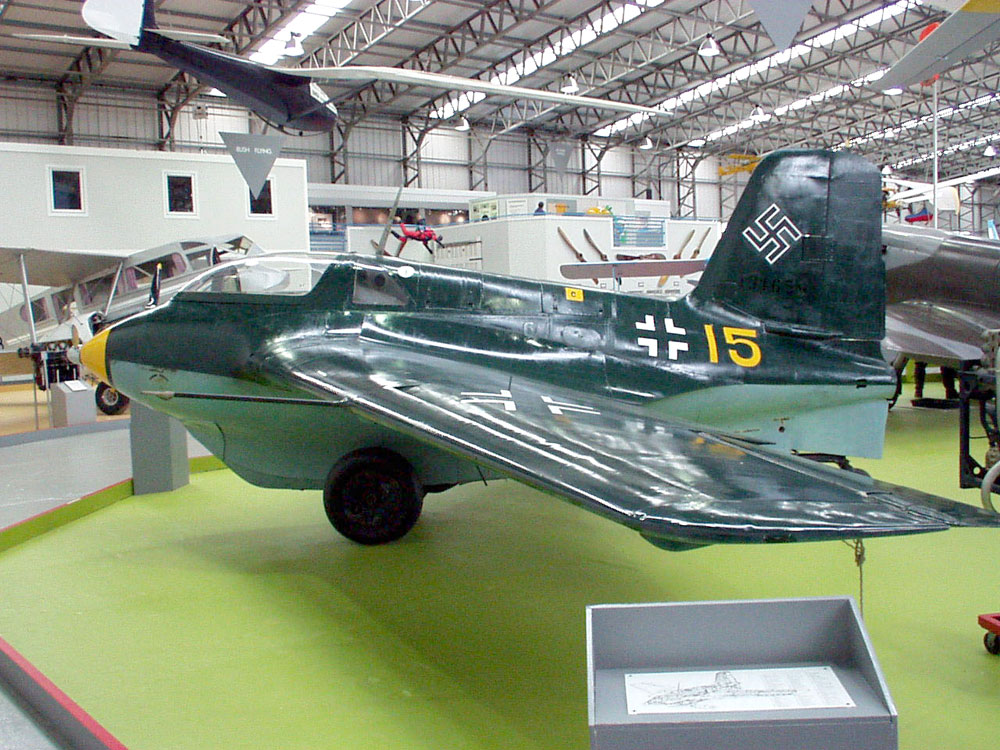
Me 163B-1a a skót Nemzeti repülési múzeumban

A Messerschmitt Me 163 Komet egy német rakétahajtású vadászrepülőgép volt a második világháború idején. Az Alexander Lippisch által tervezett repülőgép volt az egyetlen rakétahajtású vadászgép a világon, amely valaha is hadrendbe került. Konstrukciója forradalmian új volt és a Me 163 a maga idején egyedülálló repülési teljesítményeket ért el, amellyel először sikerült túllépni az 1000 km/h sebességet. Rudy Opitz, a Messerschmitt berepülő pilótája 1944-ben 1123 km/h sebességet ért el vele. Több mint 300 példány épült, bár a Komet sikertelen vadászgépnek bizonyult: mindössze kilenc szövetséges repülőgépet semmisített meg, más források szerint 16 légigyőzelmet könyvelt el 10 gép elvesztése árán.

## Fejlesztés
A tervezés a Deutsche Forschungsanstalt für Segelflug (DFS – Német intézet a vitorlázó repülés tanulmányozására) keretein belül kezdődött. Az első terv lényegében a korábbi Lippisch Delta IV átalakítása volt DFS 39 típusjel alatt. Ezt a gépet kizárólag a sárkány siklórepülőgépként való kipróbálásához használták. A következő, DFS 194 jelű változatba egy kisteljesítményű légcsavaros motort építettek be. Ez a gép szárnyvégekre épített oldalkormányokkal volt ellátva, melyről később Lippisch azt gondolta, hogy nagyobb sebességnél problémákat fog okozni, ezért áttervezte a gépet hagyományos függőleges vezérsíkkal a farkán. A konstrukció sok elemet örökölt vitorlázó repülőgépi múltjából, nevezetesen a leszálláshoz használt csúszótalpat, melyet repülés közben a törzsbe lehetett húzni. Felszálláshoz a gépet egy kétkerekű kis kocsira helyezték, melyet emelkedéskor a földön hagyott a Komet. A tervek szerint a gépet egy 4000 N tolóerejű Walter R-1-203 rakétamotor hajtotta volna, amikor beépíthetővé válik.
A Heinkel ugyancsak együttműködött Hellmuth Walterrel, és próbák céljából a Heinkel He 112 vadászrepülőgépbe, majd később az első eredetileg is rakétahajtásúnak tervezett repülőgépbe, a He 176-ba építette be a rakétamotort. A Heinkelt választották ki a DF 194 törzsének a legyártására is, mivel úgy ítélték, hogy a rakétamotor erősen illékony üzemanyaga túlságosan veszélyes lenne a faszerkezetű törzsre, reakcióba lépne vele. A munkálatokat Projekt X kódnév alatt folytatták. A munkamegosztás a DFS és a Heinkel között nem volt problémamentes, a DFS alkalmatlannak látszott még a törzs prototípusának legyártására is. Lippisch úgy döntött, hogy elhagyja a DFS-t és tervező csoportjával, valamint a félig kész DFS 194-gyel átköltözött a Messerschmitt augsburgi telephelyére.
Ez a késedelem lehetővé tette azt, hogy a motor fejlesztése utolérje a sárkányét. A Messerschmittnél úgy döntöttek, hogy átugorják a légcsavaros változatot és azonnal a rakétahajtású repülőgépen dolgoznak. 1940 elején, miután a sárkány elkészült Augsburgban, átszállították Peenemündébe, hogy beépítsék a motort. Bár a rakétamotor igen megbízhatatlan volt, a repülőgép kiváló teljesítményt mutatott: 550 km/h sebességet ért el az egyik próbán.

### Me 163 A

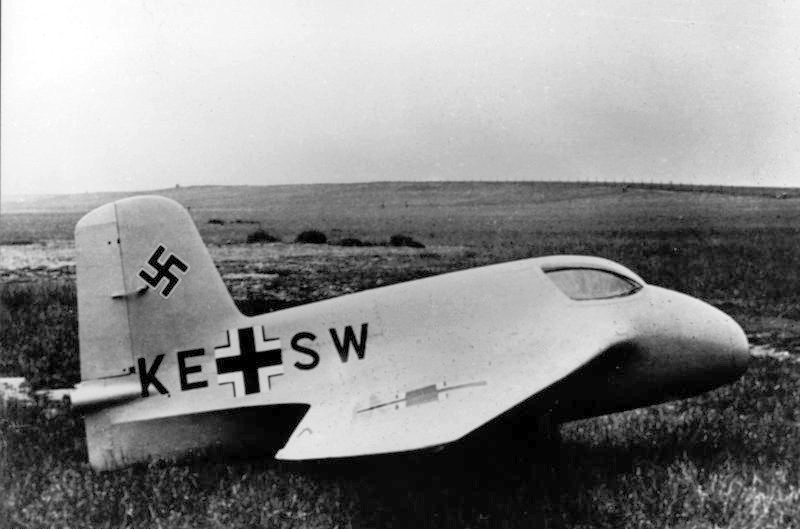
A Me 163 A V4 prototípus 1941-ben

A prototípus sorozatgyártása Me 163 jelzés alatt indult meg 1941 elején. A típus neve konspirációs okokból született. Ugyanilyen néven futott már 1938 elején egy projekt egy könnyű, kétszemélyes repülőgépre kiírt tenderen, melyet végül sorozatgyártásra a Fieseler Fi 156 Storch nyert meg. Úgy gondolták, hogy a kémszervezeteket félre fogja vezetni az ismert név és nem tanúsítanak érdeklődést a szupertitkos fejlesztés iránt. 1941 májusában a Me 163 A V4 jelű gépet Peenemündében ellátták a HWK RII-203  jelű motorral. A gép 1004,5 km/h sebességi világrekordot ért el Heini Dittmar vezetésével. Ezt a sebességet csak a háború utáni angol és amerikai sugárhajtású gépeknek sikerült elérniük, és csak az amerikai Douglas Skystreak sugárhajtású kísérleti gép haladta meg, 1947. augusztus 20-án.
Öt példány épült meg a Me 163 Anton prototípusból az eredeti DFS 194 (V1)-en felül, melyet nyolc "Me 163 A-0" követett még a sorozatgyártás előtt.
A próbák alatt a ledobható főfutó kocsival volt a legtöbb probléma. Felszállásnál több repülőgép megsérült, mert a kerekek leváltak és nekiütköztek a repülőgépnek. A leszálló csúszka hibásan működő hidraulikus lengéscsillapítói leszálláskor néha sérülést okoztak a pilótán, mivel a gépet a földön sem irányítani, sem fékezni nem lehetett, így nem tudta kikerülni az esetleges akadályokat. Földet érés után egy átalakított Scheuch-Schlepper háromkerekű könnyű mezőgazdasági traktorral lehetett visszaszállítani, ami egy speciális hernyótalpas utánfutót vontatott. Erre a pótkocsira a szárnyak alá illeszthető két emelőkar segítségével lehetett az álló gépet felemelni. Minden egyéb nehézséget feledtettek a repülőgép kiváló vitorlázó tulajdonságai. Mivel leszálláskor a gép motor nélkül siklott, nem volt lehetőség ismétlésre. A sorozatban gyártott gépeknél a beépített fékszárny valamennyire lehetővé tette a manőverezést leszálláskor. Ez a kérdés az egész program alatt megoldatlan probléma maradt. Mindezek ellenére a gép repülési teljesítménye elképesztő volt és tervbe vették, hogy egész Németországot beterítik Me 163 egységekkel, melyek 40 km-es körökkel fedik le az országot. A bevethető változat fejlesztése abszolút elsőbbséget kapott.

### Me 163 B

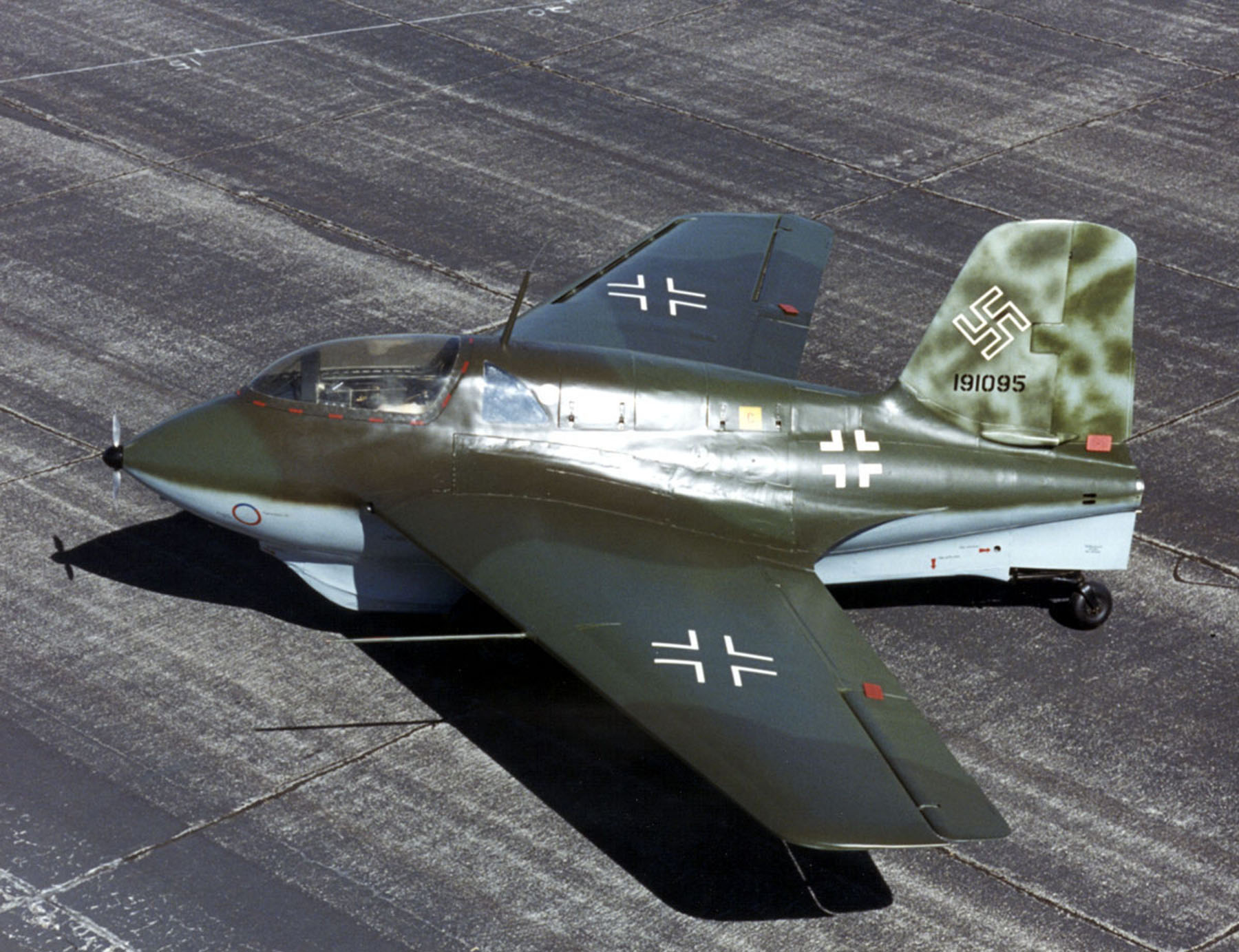
Me 163B az amerikai légierő múzeumában. A kis piros téglalapok a kormányfelületeket reteszelik a széllökések ellen, repülés előtt eltávolítják

Időközben Walter dolgozni kezdett az újabb a megnövelt tolóerejű HWK 109-509 rakétamotoron, mely hidrazin-hidrát, metanol és víz elegyét (C-Stoff) használta tüzelőanyagként, hidrogén-peroxidot (T-Stoff) oxidálószerként. Ez a lényegesen átalakított Me 163B változat kifejlesztését eredményezte 1941 végére. A légügyi minisztérium követelményei szerint a motor teljesítményét szabályozni kellett tudni, ennek az elvárásnak megfelelve az eredeti motor túlságosan bonyolulttá és így megbízhatatlanná vált volna. Az új motor üzemanyagát, a hidrazin-hidrátot a V–1 szárnyas bomba indításánál is használták, ezért állandóan hiány volt belőle 1943-1945 között.
Az üzemanyag-ellátó rendszer különösen kényes volt, a kemény földet érésekkor szivárgások kezdődtek, melyek könnyen okoztak tüzet és robbanást. Az üzemanyag-rendszerben fém csöveket és szerelvényeket használtak, mert ez volt az elérhető legjobb műszaki megoldás, de ezek előre nem látható meghibásodásokat okoztak. Mind a tüzelőanyag, mind az oxidálószer erősen mérgező volt és különleges gondosságot igényelt betöltéskor és előfordult, hogy a Komet felrobbant öngyulladás következtében. Az üzemanyagok, különösen a T-Stoff oxidálószer erősen korrozív volt.
A prototípusokat 30 Me 163B-0 jelzésű repülőgép követte két 20 mm kaliberű MG 151/20 gépágyúval felszerelve és mintegy 400 Me 163B-1 jelzésű gép két 30 mm űrméretű MK 108 gépágyúval, de a fegyverzeten kívül a két változat között nem volt különbség. A Me 163B viselkedése leszálláskor nagyon barátságos volt főként a beépített réselt szárny következtében, mely a szárny kormányfelületei előtt helyezkedett el, közvetlenül a belépőél mögött. A repülőgép sem át nem esett, sem dugóhúzóra nem volt hajlamos még a legszélsőségesebb kormánymozdulatok esetén sem. A gépnek kiváló siklási tulajdonságai voltak, hiszen vitorlázó repülőgépből fejlesztették ki. Éles fordulóknál viszont hajlamos volt hirtelen magasságvesztésre. A légcsavaros gépeken tanult pilóták számára újdonság volt az, hogy a légcsavarszél elmaradása miatt a kormányfelületek csak nagyobb sebesség esetén váltak aktívakká, ezt gyakorlatok során szokták meg.
A Me 163 teljesítménye messze felülmúlta a korabeli dugattyús motoros repülőgépekét. Felszálláskor a repülőgép 320 km/h sebességnél emelkedett fel. Amíg el nem érte a mintegy 676 km/h sebességet, addig földközelben haladt, ekkor a pilóta ledobta a kétkerekű kocsit, a gép orrát 70 fokos szögbe emelte, és a gép gyorsan felemelkedett a bombázók magasságába. Feljebb is emelkedhetett szükség esetén: a 12 000 méteres magasságot az elképesztő 3 perc alatt érte el! A megfelelő magasság elérése után a gép vízszintesbe állt és pillanatok alatt 880 km/h sebességre gyorsult, melyet egyetlen szövetséges repülőgép sem volt képes még csak meg sem közelíteni. A motor nagy tolóereje miatt a kritikus Mach-számot könnyű volt elérni, ekkor a gép irányíthatatlanná vált, ezért „Mach vészjelző” rendszert építettek be. A gép nagy sebességnél is kiválóan manőverezett, bármely korabeli vadászgépnél kisebb sugarú fordulóra volt képes.
Ez alatt a Messerschmitt kapacitását teljesen lekötötte a Bf 109 gyártása és előkészületeket tett a Me 210 sorozatgyártására. A széttelepített, hálózatba szervezett gyártást átadták a Klemm gyárnak, de a minőség nem volt megfelelő, így később az egész termelést a Junkers kapta meg, mely abban az időben fölös kapacitásokkal rendelkezett. Több más második világháborús repülőgéphez hasonlóan a sárkány és különösen a szárny egyes részeit bútorgyárak készítették fából.

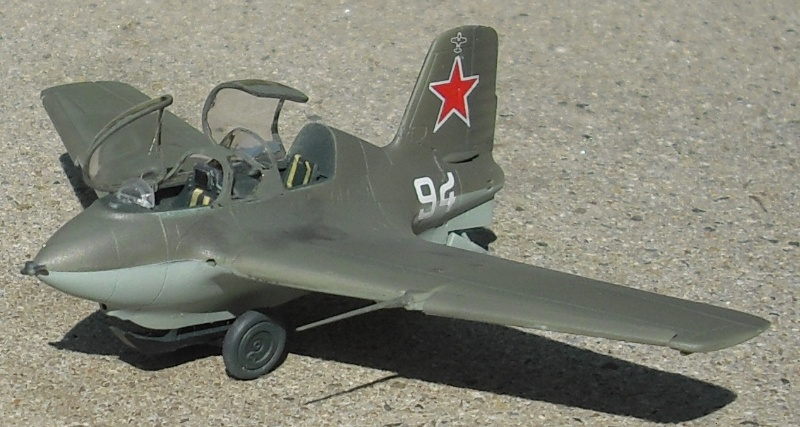
A Me 163 S gyakorló repülőgép modellje szovjet felségjellel

A Me 163A és a régebbi Me 163B gépeket a pilóták kiképzéséhez használták. Tervbe vették a Me 163 S típus kihozatalát is, melynél a rakétamotor és az üzemanyag-tartályok helyére az oktató számára készült fülke és ülés került a pilóta mögé. Ezt a gépet a siklórepülésben végrehajtott leszállás gyakorlására kívánták használni. A korábbi Me 163B prototípusokat alakították át Me 163 S gyakorló gépekké.
A szolgálat alatt bebizonyosodott, hogy a Me 163 vadászgépet túlságosan nehéz volt bevetni az ellenséges bombázók ellen. Rendkívül nagy sebessége és emelkedési sebessége következtében a célpontot másodpercek alatt érte el és hagyta le. Bár a repülőgép stabil ágyúállásnak bizonyult, mégis a pilótának különleges képességekkel kellett rendelkeznie ahhoz, hogy lelőjön egy ellenséges bombázót. A Komet két MK 108 gépágyújánál a lövedék torkolati sebessége viszonylag alacsony volt, ezért a löveg erősen ívelt röppályát futott be és így pontos célzás csak kis távolságból volt lehetséges és a lassan repülő céltárgy és a rendkívül gyors Komet esetében ezt igen nehéz volt elérni. Általában egy B-17 bombázó lelövéséhez öt találatra volt szükség.

### Későbbi változatok

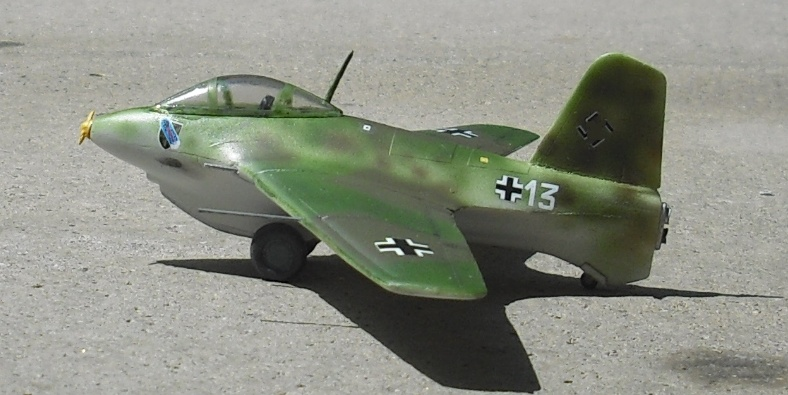
A Me 163 C modellje

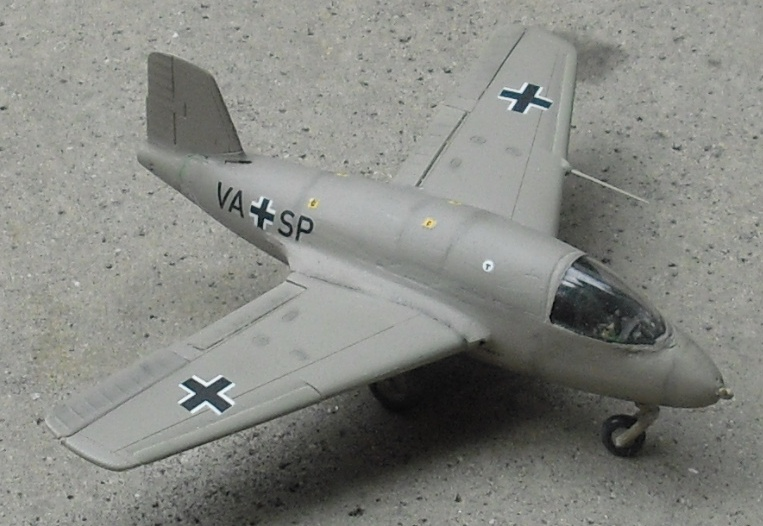
A Me 163 BV18 (alias D) modellje

A rendszer legfájóbb pontja a rövid repülési idő volt, bekapcsolt rakétamotorral a gép mindössze hét és fél percig volt képes repülni, így a Komet csak pontvédelmi célra volt valóban alkalmas. A repülési idő kiterjesztésére a Walter cég két fejlettebb rakétamotort dolgozott ki, az 509B és C változatot. Mindkettő két különböző nagyságú égéstérrel rendelkezett és egymás alatt helyezkedtek el. A felső, nagyobb égéstér szolgált a felszálláshoz és gyors emelkedéshez. A kisebb térfogatú, alsó égéskamra, melynek tolóereje mindössze 4 kN volt, szolgált a takarékosabb, cirkáló üzem közbeni hajtásra. Ezzel a megoldással az üzemidő 50%-kal megemelkedett. Két Me 163B gépet kísérleti jelleggel felszerelték a két égőteres motorral és behúzható farokkerékkel, ezeket a gépeket 1944 tavaszán próbálták ki.
1944. július 6-án a Me 163 B V18 (VA+SP) új világrekordot állított fel 1130 km/h sebességgel. A gépet Heini Ditmar vezette és amikor leszállt, a függőleges vezérsík majdnem teljes borítását leszakította a légáramlás. Ezt a rekordot csak 1947. november 6-án döntötték meg, amikor Chuck Yeager a Bell X-1 kísérleti repülőgéppel 1434 km/h sebességet ért el 14 820 m magasságban. Az X–1 azonban soha nem érte el Dittmar sebességét hagyományos kifutópályáról történő felszállással, hanem egy B–29-ről ledobva startolt. Csak 1953. augusztus 31-én döntötte meg Heini Dittmar rekordját Hawker Hunter F Mk3 típusú repülőgépével, melyet szokásos repülőtérről való felszállással ért el.
A Me 163 további fejlesztését a háború befejezése szakította meg.

## Szolgálatban
Aktív bevetésekre csak 1944 májusától került sor kevés számú repülőgéppel. A gép a várakozásnak megfelelően elképesztően gyorsnak bizonyult. Egy ideig a szövetséges vadászok elképzelni sem tudták, mit tegyenek ellene. A Komet egyedül vagy párban támadt, gyakran sokkal gyorsabban, mint ahogy az ellenfelei zuhanórepülésben elháríthatták volna. A szokásos taktikájuk az volt, hogy keresztülrobogtak a mintegy 9000 m magasan repülő bombázók alakzatán, 10 700-12 000 m-ig emelkedtek, majd visszafordultak és ismét áttörtek a bombázók sorai között. Ez a menetrend kétszer is rövid lehetőséget adott a Kometnek, hogy néhány rövid sorozatot lőjön ki az ellenséges gépekre, mielőtt siklórepülésben visszatért volna a repülőtérre és leszállt volna. A pilóták beszámolói szerint négy rárepülést lehetett végrehajtani egy bombázó ellen, de csak akkor, ha egyedül repült.
Mivel a pilótafülke nem volt túlnyomásos, a szolgálati csúcsmagasságot az korlátozta, hogy a pilóták meddig bírták ki a csökkenő légnyomást oxigénmaszk nélkül és anélkül, hogy eszméletüket veszítették volna. A pilótákat speciális gyakorlatokkal tették edzettebbé  a sztratoszféra szigorú viszonyai között végzett munkával szemben. Különleges, rostszegény étrendet készítettek számukra, mert az emésztőrendszerükben képződő gázok a hirtelen emelkedéskor gyorsan kiterjedtek volna.
Több mint három évébe került Wolfgang Späte őrnagynak, hogy megalakíthassa az első Me 163 repülőegységet, a Jagdgeschwader 400-at (JG 400) Brandisban Lipcse közelében, mely a Peenemündében 11 hónappal korábban felállított Erprobungskommando 16 nevű kísérleti egységet követte. A  JG 400 feladata az volt, hogy megerősítse a Leuna műbenzin gyár védelmét, miután a gyártelep 1944 vége felé gyakori és erőteljes támadások célpontjává vált. Egy további csoport Stargardnál állomásozott Stettin közelében a pölitzi (ma Police) nagy műbenzin gyár védelmére. További rakétahajtású vadászokat szántak Berlin és a Ruhr-vidék védelmére is.
Az első bevetésekre július végén került sor, amikor két USAAF B-17 Flying Fortresst támadtak meg megerősített eredmények nélkül. A harci cselekmények 1944 májusától 1945 tavaszáig folytatódtak, mialatt 9 igazolt légi győzelmet jegyeztek fel 14 Me 163 veszteséggel szemben. Feldwebel Siegfried Schubert volt a legsikeresebb pilóta: három győzelmet könyvelt el.
A szövetséges pilóták hamar észrevették, hogy milyen rövid a gépek motoros repülési ideje. Ezért várakoztak, és amikor a motor leállt, lelőtték a hajtás nélküli Kometet. A szövetséges pilóták másik módszere az volt, hogy megtámadták a Komet repülőtereit és 
géppuskázták a Kometeket leszállás után. A németek ez ellen erős légvédelmi tüzérséggel védekeztek. 1944 végére 91 repülőgépet szállítottak a JG 400 számára, de az üzemanyag folyamatos hiánya földre kényszerítette többségüket. Világossá vált, hogy a Me 163 gépek bázisainak nagyméretű hálózatának eredeti terve soha nem fog megvalósulni. A JG 400 mindössze hat gépét vesztette el ellenséges akciókban. Kilenc gépet más okok következtében kellett leírni, ez a szám egy ilyen forradalmi konstrukció esetében igen jó eredménynek számított. A harmadik birodalom végnapjai idején a Me 163 akcióit leállították a sokkal sikeresebb Me 262 javára. 1945 májusában a Me 163 bevetését leállították, a JG 400-at felosztották, sok pilótáját Me 262 vadászgépekre irányították át.
Összefoglalva: katonai szempontból a Komet kudarcnak bizonyult. Megsemmisítettek ugyan 16 ellenséges repülőgépet, többségében drága négymotoros bombázót, de ez nem ellensúlyozta a projektbe fektetett energiát.

Messerschmitt Me–163

## Műszaki adatok (Me 163 B-1)
- Személyzet: 1 fő

### Méretek
- Hossz: 5,70 m
- Fesztáv: 9,33 m
- Magasság: 2,75 m
- Szárnyfelület: 18,5 m

### Tömeg
- Üres tömeg: 1905 kg
- Terhelt tömeg: 3950 kg
- Legnagyobb felszálló tömeg: 4310 kg

### Hajtómű
- Típus: 1 x Walter HWK 109-509 A-2 folyékony hajtóanyagú rakétamotor
- Tolóerő: 17 kN

### Repülési teljesítmények
- Legnagyobb sebesség: 1060 km/h
- Hatótáv: 40 km
- Motoros repülés ideje: 8 perc
- Csúcsmagasság: 12 100 m
- Emelkedési sebesség: 160 m/s[16][N 3]
- Felületi terhelés: 213 kg/m²
- Tolóerő/súly: 0,42

### Fegyverzet
- 2 × 30 mm Rheinmetall Borsig MK 108 gépágyú (60 lövedék gépágyúnként)